# Homer Scott
Homer Scott (de son vrai nom Homer Almarian Scott) est un directeur de la photographie américain né le 1er octobre 1880 à New York et mort le 23 décembre 1956 à Sacramento (Californie).

## Filmographie partielle
- 1916 : Redeeming Love de William Desmond Taylor
- 1917 : Out of the Wreck de William Desmond Taylor
- 1917 : Jack and Jill de William Desmond Taylor
- 1918 : À la recherche du bonheur (Up the Road with Sallie) de William Desmond Taylor
- 1920 : Au fond de l'océan (Deep waters) de Maurice Tourneur
- 1921 : Rêve de seize ans (Molly O') de F. Richard Jones
- 1922 : Fiancé malgré lui (The Crossroads of New York) de F. Richard Jones
- 1923 : La Rue des vipères (Main Street) de Harry Beaumont